# Departamento Caseros
Das Departamento Caseros liegt im Westen der Provinz Santa Fe im Zentrum Argentiniens und ist eine von 19 Verwaltungseinheiten der Provinz. 
Es grenzt im Norden an die Departamentos Belgrano und Iriondo, im Osten an das Departamento San Lorenzo, im Süden an die Departamentos Constitución und General López und im Westen an die Provinz Córdoba. 
Die Hauptstadt des Departamento Caseros ist Casilda.

## Bevölkerung
Nach Schätzungen des INDEC stieg die Einwohnerzahl von 79.096 Einwohnern (2001) auf 86.082 Einwohner im Jahre 2005.

## Städte und Gemeinden
Das Departamento Caseros ist in folgende Gemeinden aufgeteilt:
- Arequito
- Arteaga
- Berabevú
- Bigand
- Casilda
- Chabás
- Chañar Ladeado
- Gödeken
- Los Molinos
- Los Quirquinchos
- San José de la Esquina
- Sanford
- Villada